# 제4회 미국 배우 조합상
제4회 미국 배우 조합상은 1997년 뛰어난 활동을 보인 영화 배우를 기리기 위해 1998년 3월에 열린 시상식이다. LA, Shrine Exposition Center에서 개최되었다.

## 수상 및 후보

### 영화부문 앙상블상
- 풀 몬티 - 마크 애디 수상
- 부기 나이트 - 돈 치들 외 15인
- 굿 윌 헌팅 - 로빈 윌리엄스 외 4인
- LA 컨피덴셜 - 케빈 스페이시 외 6인
- 타이타닉 - 레오나르도 디카프리오 외 13인

### 영화부문 여우주연상
- 이보다 더 좋을 순 없다 - 헬렌 헌트 수상
- 재키 브라운 - 팜 그리어
- 미세스 브라운 - 주디 덴치
- 더 홀 - 로빈 라이트
- 타이타닉 - 케이트 윈슬렛
- 도브 - 헬레나 본햄 카터

### 영화부문 남우주연상
- 이보다 더 좋을 순 없다 - 잭 니콜슨 수상
- 사도 - 로버트 듀발
- 굿 윌 헌팅 - 맷 데이먼
- 율리스 골드 - 피터 폰다
- 왝 더 독 - 더스틴 호프만

### 영화부문 여우조연상
- LA 컨피덴셜 - 킴 베이싱어 수상
- 타이타닉 - 글로리아 스튜어트 수상
- 부기 나이트 - 줄리안 무어
- 굿 윌 헌팅 - 미니 드라이버
- 도브 - 앨리슨 엘리어트

### 영화부문 남우조연상
- 굿 월 헌팅 - 로빈 윌리엄스 수상
- 아미스타드 - 안소니 홉킨스
- 이보다 더 좋을 순 없다 - 그렉 키니어
- 부기 나이트 - 버트 레이놀즈
- 미세스 브라운 - 빌리 코놀리

### TV드라마부문 앙상블연기상
- ER - 안소니 에드워즈 외 8인 수상
- Chicago Hope - 아담 아킨
- 법과 질서 - 성범죄 수사대 - 제리 오바치 외 5인
- 뉴욕경찰 24시 - 데니스 프랜즈 외 6인
- X 파일 - 미래와의 전쟁 - 질리언 앤더슨

### TV드라마부문연기상(여자)
- ER - 줄리아나 마굴리스 수상
- Chicago Hope - 크리스틴 라티
- 뉴욕경찰 24시 - 킴 딜레이니
- Touched by an Angel - 델라 리스
- X 파일 - 미래와의 전쟁 - 질리언 앤더슨

### TV드라마부문연기상(남자)
- ER - 안소니 에드워즈 수상
- 법과 질서 - 성범죄 수사대 - 샘 워터스톤
- 뉴욕경찰 24시 - 데니스 프랜즈
- 뉴욕경찰 24시 - 지미 스미츠
- X 파일 - 미래와의 전쟁 - 데이비드 듀코브니

### 코미디부문 앙상블연기상
- 사인필드 - 제이슨 알렉산더 외 3인 수상
- 솔로몬 가족은 외계인 - 존 리스고 외 7인
- 앨리의 사랑 만들기 - 리사 니콜 카슨 외 5인
- 프레이저 - 켈시 그래머 외 5인
- 결혼 이야기 - 폴 레이저 외 6인

### 코미디부문연기상(여자)
- 사인필드 - 줄리아 루이스 드레이퍼스 수상
- 앨리의 사랑 만들기 - 칼리스타 플록하트
- Ellen - 엘런 드제너러스
- 결혼 이야기 - 헬렌 헌트
- Veronica's Closet - 커스티 앨리

### 코미디부문연기상(남자)
- 솔로몬 가족은 외계인 - 존 리스고 수상
- 프레이저 - 켈시 그래머
- 프레이저 - 데이빗 하이드 피어스
- 사인필드 - 제이슨 알렉산더
- 사인필드 - 마이클 리처즈

### TV영화/미니시리즈부문 연기상(여자)
- 미스 에버스 보이스 - 알프리 우다드 수상
- 조지 웰러스 - 메어 위닝햄
- 황혼 속으로 - 글렌 클로즈
- 스노우 화이트 - 시고니 위버
- The Twilight of the Golds - 페이 더너웨이

### TV영화/미니시리즈부문 연기상(남자)
- 조지 웰러스 - 게리 시나이즈 수상
- 12인의 노한 사람들 - 잭 레먼
- 12인의 노한 사람들 - 조지 C. 스콧
- Don King: Only in America - 빙 라메스
- Mandela and de Klerk - 시드니 포이티어

### 공로상
- 엘리자베스 테일러